# Budingen (België)

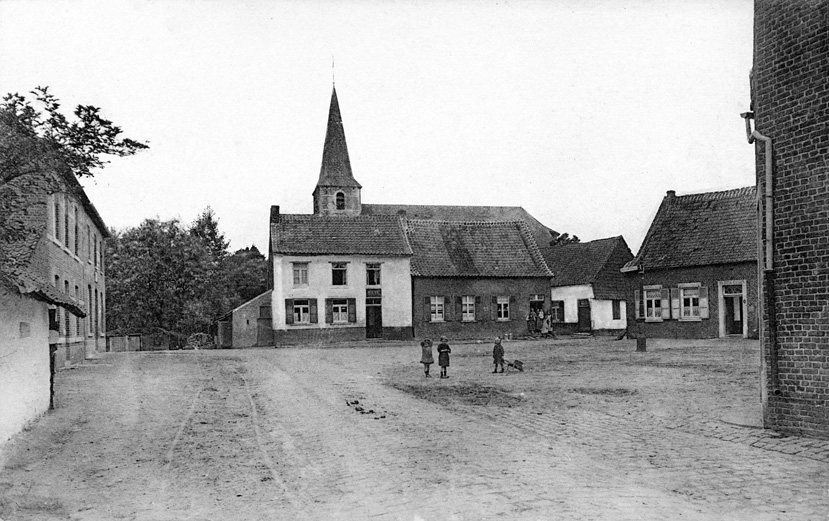
De Dorpsplaats (foto uit Toponymie van Budingen)

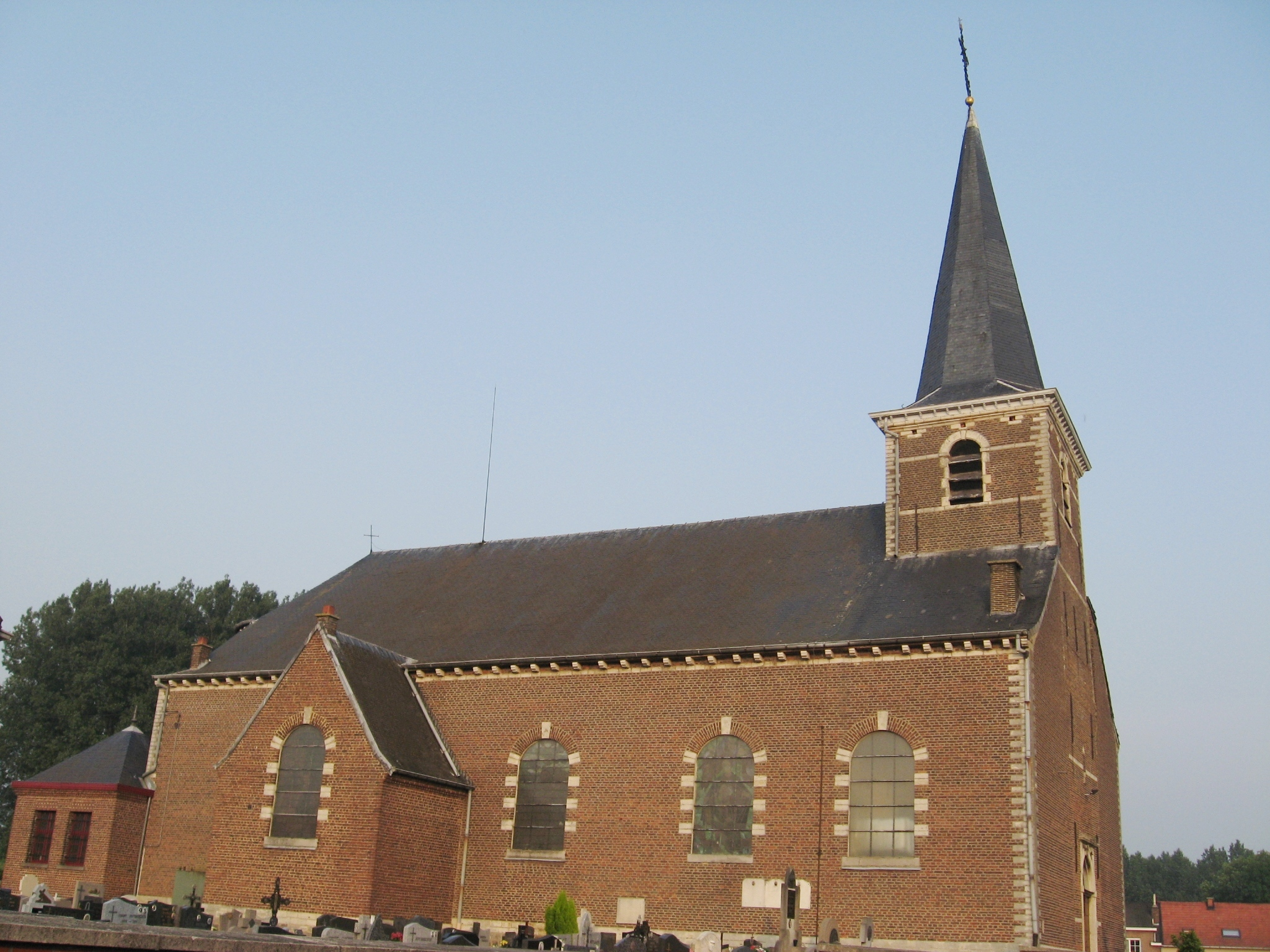
Sint-Cyriacuskerk

Budingen is een dorp en deelgemeente van de Belgische stad Zoutleeuw. Budingen was een zelfstandige gemeente tot aan de gemeentelijke herindeling van 1977.

## Toponymie
Oude vormen van Budingen luiden: 1080 Budinges, 1179 Budinges, 1203 buedinghen, enz. Van de 16e eeuw af ontstaat, door uitstoting van intervocalische d, de verkorte vorm Bungen of Buyngen. Budingen is te reconstrueren als Bodingum, dit is "bij de lieden van Bodo".

## Geschiedenis
Een belangrijke rol in de ontwikkeling van Budingen als dorp is weggelegd in het feit dat het de woonplaats was van Baron de Pitteurs van Budingen. Verschillende leden van de familie speelden een rol in het openbare leven, als volksvertegenwoordiger, senator, gouverneur, diplomaat, burgemeester, schepen, hoger ambtenaar of arrondissementscommissaris. De familie de Piteurs vergaarden hun rijkdom toen de Fransen de regio bezetten en landgoederen voor een spotprijs aan de hoogste bieder verkochten.
Aan het begin van de Eerste Wereldoorlog bewaakte de Belgische Cavaleriedivisie (o.l.v. De Witte) de Gete-overgangen in Drieslinter, Budingen, Geetbets en Halen en de Demer-overgangen van Zelk tot Diest. Regimenten van het Duitse IIIde Armeekorps vielen in het kader van het Gete-offensief van hun 1ste Armee de Belgen in Budingen in de ochtend van 18 augustus 1914 aan. Duitse bataljons van infanteristen en grenadiers verdreven met artillerieondersteuning twee eskadrons Belgische Gidsen. Daarbij sneuvelden veertien Belgische militairen. Die dag gingen een zestigtal huizen in vlammen op, deels door de granaten van de artilleriebeschieting en deels door brandstichting als represaille. Twee burgers uit Budingen kwamen die dag om het leven.

## Geografie
Het dorp ligt in de provincie Vlaams-Brabant, op de grens van Hageland en Haspengouw, aan de samenvloeiing van de Grote en de Kleine Gete op 4,5 km van Zoutleeuw en op 33km van Leuven. Hoogte: 30m aan de kerk en 81m op het hoogste punt.

### Wijken en gehuchten
Budingen kent volgende wijken en gehuchten:
- Hogen (Budingen): hoogste gedeelte van de gemeente Geetbets. Van oudsher strekte dit gehucht zich uit tot in Budingen.
- Assenrode: verdwenen gehucht bij Hogen.
- Terweiden: gedeeltelijk onder Zoutleeuw.
- Hoepertingen (Budingen): groep huizen in de omgeving van de Grazenseweg. Het betekent "bij de lieden van Huguberht". Germaanse naam met hugu "verstand" + berhta "schitterend".
- Panisborn: omgeving Panisbornestraat, afgeleid van de waternaam Paanhuisborn of bron bij een paanhuis.
- Winnekot: huizen in het zuiden van Panisborn. Winne betekent landbouwer, kot is een eenvoudige behuizing. Dus: landbouwershuisje.
- Leenhaag: gehucht langs de Ketelstraat, de Leenhaagstraat en de Jodenstraat.
- Terhagen (Budingen): belangrijk gehucht met de Terhagenwinning langs de Gete- en Terhagenstraat.
- Roel (Budingen): uit ouder Roer, gehucht in de omgeving van de Roelstraat en de Sanenveldstraat, genoemd naar de beek Roer (1253 rura). Door dissimilatie werd Roer gewijzigd in Roel.
- Hutsen: wijk in de hoek gevormd door de Spiegelstraat en de Roer, gaat verder op grondgebied van Geetbets. Hutsen is een oude persoonsnaam.
- Sanen: wijk tussen de Sanenveldstraat en de Linterseweg. Sanen is een moedernaam, verkort uit de Hebreeuwse heiligennaam Suzanna.

## Bezienswaardigheden
- De Sint-Cyriacuskerk

## Demografische ontwikkeling
- Bronnen:NIS, Opm:1831 tot en met 1970=volkstellingen; 1976 = inwoneraantal op 31 december

## Nabijgelegen kernen
Budingen grenst in wijzerzin in het noorden aan Kortenaken en Geetbets en in het oosten aan Grazen en Zoutleeuw. De zuidgrens wordt gevormd door Helen-Bos en de westgrens door Drieslinter en Ransberg.